# Trance Visionary
Trance Visionary je osmnáctým studiovým album od rockové skupiny Wishbone Ash, nahrané v roce 1996. Album představuje hudební spolupráci ve stylu techno mezi vedoucím skupiny Andy Powellem a guru elektronické hudby Mike Bennettem.
Mezi fanoušky Wishbone Ash bylo album hodnoceno rozdílně, ale stalo se velkým hitem v undergroundových kruzích, několik písní se objevilo v žebříčcích Top 100 dance charts ve Spojeném království. Vedle Powella se objevili noví členové souboru, kytarista Mark Birch a baskytarista Bob Skeat a vrátil se bubeník Ray Weston. Po albu Trance Visionary následovalo album Psychic Terrorism.

## Seznam stop
1. "Numerology" - 6:54
2. "Wonderful Stash" - 7:17
3. "Heritage" - 3:07
4. "Interfaze" - 0:29
5. "Powerbright (Black & White Screen)" - 4:11
6. "Remnants of a Paranormal Menagerie" - 1:25
7. "Narcissus Visionary" - 7:57
8. "Trance Visionary" - 6:47
9. "Flutterby" - 5:35
10. "Banner Headlines" - 5:02
11. "The Loner" - 2:37
12. "Powerbright Volition" - 1:45
13. "Gutterfly" - 1:24
14. "Wronged by Righteousness" - 7:24

## Obsazení
- Andy Powell – kytara, zpěv
- Mark Birch – kytara, zpěv
- Bob Skeat – baskytara
- Ray Weston – bicí